# Lispe superciliosa
Lispe superciliosa är en tvåvingeart som beskrevs av Friedrich Hermann Loew 1861. Lispe superciliosa ingår i släktet Lispe och familjen husflugor. Inga underarter finns listade i Catalogue of Life.